# Svensk mesterskab i ishockey 1932
Det svenske mesterskab i ishockey 1932 var det 11. svenske mesterskab i ishockey for mandlige klubhold. Mesterskabet havde deltagelse af 15 klubber og blev afviklet som en cupturnering i perioden 20. februar - 28. marts 1932. Semifinalerne og finalen blev afviklet med tre ugers mellemrum, eftersom landsholdet i mellemtiden deltog i europamesterskabet.
Mesterskabet blev vundet af Hammarby IF, som dermed vandt mesterskabet for første gang. Det var Hammarby IF's tredje optræden i SM-finalen, hvor holdet vandt med 2-1 over de forsvarende mestre fra Södertälje SK, der var i SM-finalen for femte gang, og som måtte forlade slutkampen som tabere for tredje gang. Afgørelsen blev imidlertid ganske dramatisk. Ved aflutningen af den ordinære spilletid var stillingen 1-1, efter at Sigfrid "Sigge" Öberg havde bragt Hammarby IF foran i første periode, mens Birger Thorberg havde udlignet i anden periode. De to første perioder af den forlængede spilletid endte uden mål, og først et par minutter inden udløbet af den tredje overtidsperiode kunne Ruben "Rubbe" Carlsson score det afgørende mål efter at han også havde været Hammarby IF's bedste spiller i kampen. Kampen var hårdt spillet med mange udvisninger.
Finalen blev afviklet i Ispaladset i Stockholm, der var blevet åbnet tidligere på vinteren den 5. december 1931. Det var første gang, at SM-finalen blev spillet indendørs. Udenfor skinnede forårssolen, og der var 14-15°C i hallen, da kampen startede. I løbet af kampen steg temperaturen yderligere, og sollyset var nok til at oplyse hallen, så SM-finalen blev den første kamp i Ispaladset, der blev gennemført uden brug af kunstigt lys.

## Resultater

### Indledende runde
| Dato              | Kamp                                | Res. | Perioder      | Tilsk. | Spillested  |
| ----------------- | ----------------------------------- | ---- | ------------- | ------ | ----------- |
| 20. - 28. februar | AIK - IFK Mariefred                 | 9–0  |               |        |             |
| 20. - 28. februar | IK Hermes - Lilljanshofs IF         | 2–0  |               |        |             |
| 20. - 28. februar | Karlbergs BK - UoIF Matteuspojkarna | 4–0  |               |        |             |
| 20. - 28. februar | Nacka SK - Tranebergs IF            | 3–0  |               |        |             |
| 20. - 28. februar | IK Göta - IFK Stockholm             | 4–0  |               |        |             |
| 20. - 28. februar | Hammarby IF - Djurgårdshofs IK      | 8–1  | 0-0, 2-0, 6-1 | 24     | Hammarby IP |
| 20. - 28. februar | Södertälje SK - Djurgårdens IF      | 0–0  |               |        |             |

#### Omkamp
| Dato | Kamp                           | Res. |
| ---- | ------------------------------ | ---- |
| ?    | Södertälje SK - Djurgårdens IF | 2–1  |

### Kvartfinaler
| Dato          | Kamp                          | Res. | Perioder      | Spillested  |
| ------------- | ----------------------------- | ---- | ------------- | ----------- |
| 2. - 4. marts | Hammarby IF - Karlbergs BK    | 3–2  | 1-2, 1-0, 1-0 | Hammarby IP |
| 2. - 4. marts | IK Hermes - Nacka SK          | 2–1  |               |             |
| 2. - 4. marts | Södertälje SK - Södertälje IF | 2–0  |               |             |
| 2. - 4. marts | AIK - IK Göta                 | 4–1  |               |             |

### Semifinaler
| Dato          | Kamp                    | Res. | Perioder      | Overtid       | Tilsk.  | Spillested |
| ------------- | ----------------------- | ---- | ------------- | ------------- | ------- | ---------- |
| 7. - 8. marts | Hammarby IF - IK Hermes | 6–3  | 0-0, 3-1, 3-2 |               | 300-500 | Ispaladset |
| 7. - 8. marts | Södertälje SK - AIK     | 1–0  | 0-0, 0-0, 0-0 | 0-0, 0-0, 1-0 |         |            |

### Finale
| Dato      | Kamp                        | Res. | Perioder      | Overtid       | Tilsk.    | Spillested |
| --------- | --------------------------- | ---- | ------------- | ------------- | --------- | ---------- |
| 28. marts | Hammarby IF - Södertälje SK | 2–1  | 1-0, 0-1, 0-0 | 0-0, 0-0, 1-0 | 1300-1500 | Ispaladset |

## Mesterholdet
Hammarby IF's mesterhold bestod af følgende spillere:
- Ruben "Rubbe" Carlsson (1. SM-titel)
- Sture "Stöttan" Gillström (1. SM-titel)
- Erik "Burret" Larsson (1. SM-titel)
- Bengt Liedstrand (1. SM-titel)
- Bertil "Berra" Lundell (1. SM-titel)
- Emil "Emma" Rundqvist (1. SM-titel)
- Axel "Acke" Sandö (1. SM-titel)
- Sigfrid "Sigge" Öberg (1. SM-titel)

Tre af spillerne, Sigfrid Öberg, Erik Larsson og Bertil Lundell, var med på det svenske landshold, som i pausen mellem semifinalerne og finalen vandt EM-guld i Berlin.